# دانا باتولکووا
دانا باتولکووا (چکی: Dana Batulková؛ ۱۶ مارس ۱۹۵۸) بازیگر اهل جمهوری چک است. وی از سال ۱۹۸۰ میلادی تاکنون مشغول فعالیت بوده‌است.
از فیلم‌هایی که وی در آن‌ها نقش داشته است، می‌توان به آماده مرگ! و ساختمان پزشکان در باغ رز اشاره نمود.